# 聯荘駅
聯荘駅（れんそうえき）は、中華人民共和国浙江省杭州市浜江区東信大道に位置する杭州地下鉄4号線の駅。

## 歴史
- 2018年

4号線開業初日の様子。当時当駅は未開業であったため、通過運転を行なっていた。

  - 1月9日：4号線の当駅付近の区間が開通したが、当駅に関しては周辺工事の遅れにより開業が見送られた[1]。
  - 6月6日：他駅に遅れて、正式開業[2]。

## 駅構造
島式ホーム1面2線を有する地下駅。

### のりば

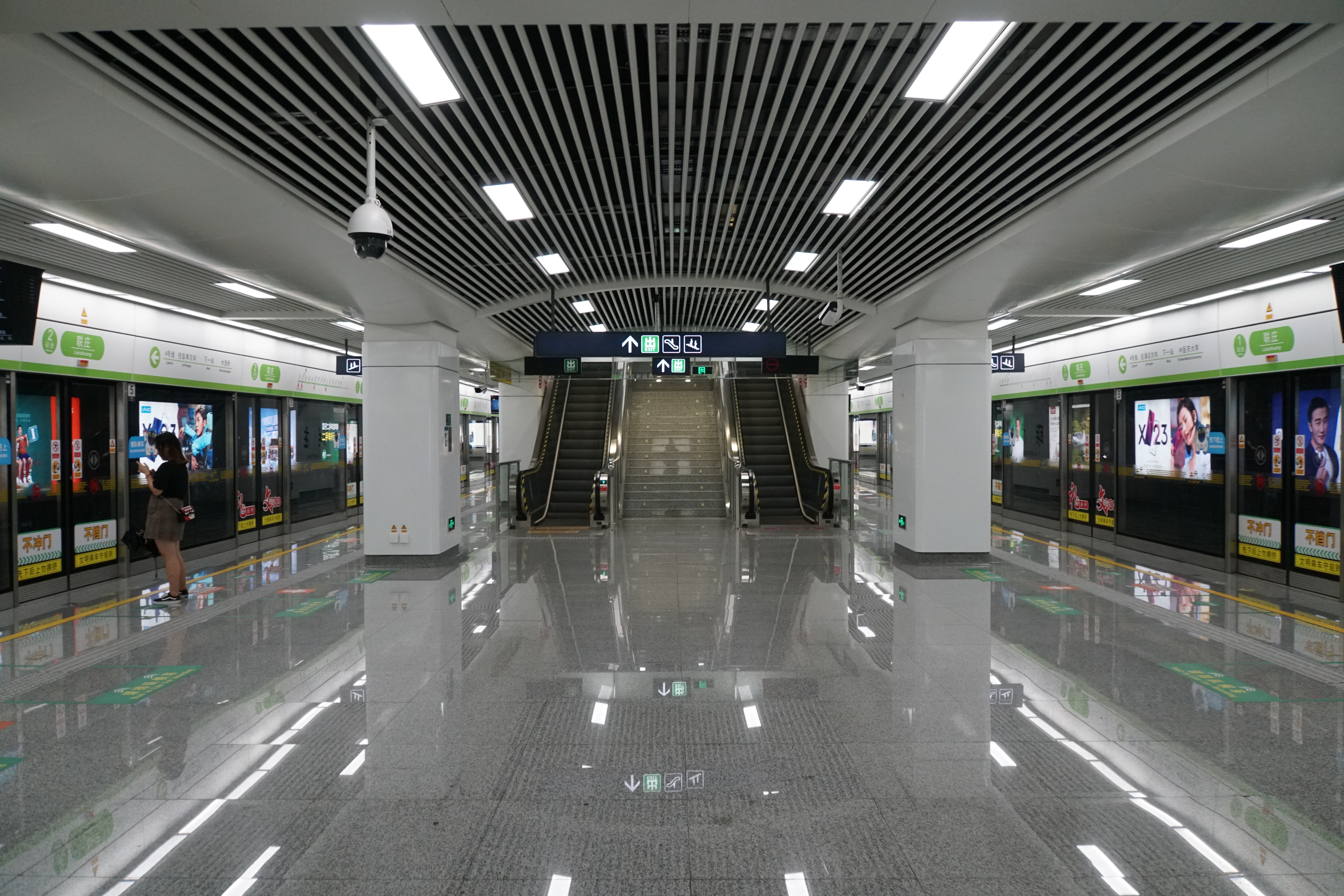
ホーム

| 路線    | 方向 | 行先                 |
| ------- | ---- | -------------------- |
| ■ 4号線 | 下り | 浦沿方面             |
| ■ 4号線 | 上り | 火車東站・池華街方面 |

（出典：杭州地下鉄:站内空间示意图）

## 駅周辺
- 六合天寓
- 杭州市銭塘実験小学
- 銭江・彩虹城
- 之江公寓
- 之江花園
- 銀杏匯
- 世茂之西湖
- 景江苑
- 碧水豪園
- 海威領界
- 憶聯荘閣
- 聯荘公寓
- 知本ビル
- 江濤閣

## 隣の駅
杭州地下鉄
■ 4号線
中医薬大学 - 聯荘駅 - 水澄橋駅